# Хеледжу (комуна)
Хеледжу (рум. Helegiu) — комуна у повіті Бакеу в Румунії. До складу комуни входять такі села (дані про населення за 2002 рік):
- Бретіла (2036 осіб)
- Делень (1902 особи)
- Дрегуджешть (2241 особа)
- Хеледжу (1112 осіб)

Комуна розташована на відстані 219 км на північ від Бухареста, 27 км на південний захід від Бакеу, 109 км на південний захід від Ясс, 144 км на північний захід від Галаца, 117 км на північний схід від Брашова.

## Населення
За даними перепису населення 2002 року у комуні проживала 7291 особа, усі — румуни. Усі жителі комуни рідною мовою назвали румунську.
Склад населення комуни за віросповіданням:
| Релігія       | Кількість осіб | Відсоток |
| ------------- | -------------- | -------- |
| православні   | 7281           | 99,9%    |
| римо-католики | 8              | 0,1%     |
| адвентисти    | 1              | < 0,1%   |
| лютерани      | 1              | < 0,1%   |